# Lège
Lège ist eine französische Gemeinde mit 33 Einwohnern (Stand 1. Januar 2022) im Département Haute-Garonne in der Region Okzitanien (zuvor Midi-Pyrénées). Die Einwohner werden als Légeois bezeichnet.

## Geographie
Umgeben wird Lège von den vier Nachbargemeinden:
|      | Guran                                       |       |
| Sost | Kompassrose, die auf Nachbargemeinden zeigt | Baren |
|      | Cazaux-Layrisse                             |       |

## Bevölkerungsentwicklung
| Jahr                       | 1962 | 1968 | 1975 | 1982 | 1990 | 1999 | 2005 | 2010 | 2017 |
| -------------------------- | ---- | ---- | ---- | ---- | ---- | ---- | ---- | ---- | ---- |
| Einwohner                  | 80   | 72   | 62   | 39   | 55   | 39   | 411  | 41   | 43   |
| Quellen: Cassini und INSEE |      |      |      |      |      |      |      |      |      |

## Sehenswürdigkeiten
- Kirche St-Jean-Baptiste aus dem 19. Jahrhundert